# Николс, Том
Томас М. Николс (англ. Thomas M. Nichols; род. 7 декабря 1960; Холиок, Массачусетс, США) — американский писатель, специалист по международным вопросам, в прошлом профессор Военно-морского колледжа США. Его работы касаются России, ядерного оружия и вопросов национальной безопасности. Ранее он был научным сотрудником Центра стратегических и международных исследований, Совета Карнеги по этике в международных отношениях и Школы государственного управления им. Джона Ф. Кеннеди при Гарвардском университете.
Его книга — «Смерть экспертизы» (Oxford University Press, 2017), посвящена изучению того, почему люди не доверяют установленным знаниям и как это наносит ущерб.

## Ранняя жизнь и образование
Николс родился в Холиоке, штат Массачусетс, и вырос в Чикопи, штат Массачусетс, где в 1960-х и 1970-х годах посещал государственные школы. Его бабушка и дедушка по отцовской линии были греческими иммигрантами, а мать - ирландка по происхождению. В своем выступлении в Фонде наследия заявил, что он не из образованной семьи, а его родители были «детьми эпохи депрессии, которые бросили старшую школу». 
Николс — непобедимый пятикратный чемпион Jeopardy! , выигрывавший регулярные чемпионаты в 1994 году. Николс сначала проиграл свою пятую партию, но был приглашен обратно из-за "двояких ответов". Позже он участвовал в Турнире чемпионов 1994 года и Финальном турнире чемпионов 2005 года, проиграв в четвертьфинале и первом раунде соответственно. В интервью Newsweek в 2022 году Николс выступил за восстановление пятидневного срока для победителей, который был отменен в 2003 году.
Николс получил степень бакалавра политических наук в Бостонском университете в 1983 году, магистра политических наук в Колумбийском университете в 1984 году  и докторскую степень в Джорджтаунском университете в 1988 году. Обладает сертификатом Института Гарримана Колумбийского университета от 1985 года. Его докторская диссертация называлась "Политика доктрин: Хрущев, Горбачев и советские вооруженные силы".

## Карьера
Николс преподавал международные отношения, а также советские и российские дела в Дартмутском колледже и Джорджтаунском университете. Он также был стипендиатом в Программе международной безопасности в Гарвардской школе Кеннеди. Николс был председателем по вопросам национальной безопасности в Военно-морском колледже США, где он возглавлял кафедру общественной дипломатии Форреста Шермана. Николс был секретарём Военно-морского флота, научным сотрудником Программы международной безопасности и Проекта по управлению атомом в Гарвардской школе Кеннеди.
В 1988 году Николс служил в Сенате США в качестве личного помощника сенатора Джона Хайнца по вопросам обороны и безопасности.
В 1996 году - доцент в Дартмутском колледже, где он преподавал сравнительную политику и российские дела в правительственном департаменте. В 2005 году начал преподавать в Гарвардской школе расширения и вёл курсы по ядерному оружию, холодной войне и вопросам национальной безопасности.
В 2011 году Николс был назначен научным сотрудником в Школе управления имени Джона Ф. Кеннеди при Гарвардском университете. В это время он начал работать над книгой по ядерной стратегии, которая была позже опубликована в 2014 году под названием «Бесполезно: ядерное оружие и национальная безопасность США». Книга представляет собой анализ американской политики в отношении ядерного оружия, возможных реформ ядерной стратегии США.
В 2016 году вместе с бывшим министром обороны США Уильям Перри, Николс был одним из девяти в качестве первых профессоров в USAF школе стратегических исследований сил. Он специализировался на вопросах ядерного сдерживания.
С 2019 года Николс является профессором Департамента по вопросам национальной безопасности в Военно-морском колледже США и преподаёт курсы в качестве адъюнкт-профессора в Гарвардской школе расширения. Кроме того, он является старшим юристом Совета Карнеги по этике в международных делах в Нью-Йорке.

## Награды
- Петра Т. Шаттак Премия за выдающиеся достижения в обучении от Гарвардской школы расширения (2012)[15].
- Премия за заслуги в гражданской авиации[15].

## Политика
Николс представлял себя как консерватора Never Trump и был назван одним из «самых красноречивых консервативных голосов против президента Трампа». Во время президентской кампании 2016 года Николс утверждал, что консерваторы должны голосовать за Хиллари Клинтон, которую он ненавидел, потому что Трамп был «слишком психически неуравновешенным», чтобы служить главнокомандующим. Николс повторил этот аргумент для выборов в США, 2018.
После подтверждения Бретта Кавано в Верховном суде Соединённых Штатов Николс объявил 7 октября 2018 года, что он покинет Республиканскую партию и станет независимым, заявив, что голосование сенатора Сьюзан Коллинз за это подтверждение убедило его в том, что Республиканская партия существует только для осуществления грубой политической власти. Он также подверг критике Демократическую партию за то, что она «разрывается между тоталитарными инстинктами с одной стороны и полной политической халатностью с другой» и говорит, что поведение партии на слушаниях в Кавано, за исключением сенаторов Криса Кунса, Шелдона Уайтхауса и Эми Клобучар, было поддающимся искоренению. Но республиканцы стали угрозой верховенству закона и конституционным нормам.
Ссылаясь на доклад Мюллера, Николс утверждал, что Дональд Трамп потерпел неудачу в своей роли гражданина и главнокомандующего, поскольку никак не противодействовал россиянам за вмешательство в президентские выборы 2016 года.

## Публикации

### Книги
- Священное дело: военно-гражданский конфликт по поводу советской национальной безопасности, 1917—1992 (1993, издательство Корнелльского университета) ISBN 0801427746
- Российское Президентство: Общество и Политика во Второй Российской Республике (1999, Palgrave Macmillan) ISBN 0312293372
- Завоевание мира: уроки для будущего Америки от холодной войны (2002, Прегер) ISBN 0275966631
- Канун разрушения: наступающая эпоха превентивной войны (2008, Университет Пенсильвании Пресс) ISBN 0812240669
- Тактическое ядерное оружие и НАТО, (соредактор) (2012, Военный книжный магазин) ISBN 1584875259
- Бесполезно: ядерное оружие и национальная безопасность США (2013, издательство Пенсильванского университета) ISBN 0812245660
- Смерть экспертизы: кампания против устоявшихся знаний и почему это важно (2017, издательство Оксфордского университета) ISBN 0190469412